# Лос-Анджелес, кто я такая, чтобы любить тебя?
«Лос-Анджелес, кто я такая, чтобы любить тебя?» (англ. LA Who Am I to Love You) — стихотворение американской певицы и поэтессы Ланы Дель Рей из её дебютного поэтического сборника Violet Bent Backwards Over the Grass (2020). Стихотворение стало одним из 14 из сборника, записанных в авторском прочтении для аудио-издания с аккомпанементом Джека Антоноффа. Выход трека состоялся 27 июля 2020 года, за день до релиза аудиокниги на Interscope и Polydor.

## Выпуск
Дель Рей впервые упомянула поэтический сборник в сентябре 2018 года; она написала его в период творческого кризиса, начавшегося осенью 2017 года после выпуска Lust for Life. На момент анонса у неё было готово 13 стихотворений, включая «Лос-Анджелес, кто я такая, чтобы любить тебя?» В январе 2019 года певица закончила книгу. В последующие полтора года она неоднократно пыталась издать сборник, но не знала в каком формате. В итоге она остановилась и на печатном, и на аудио формате. 27 июля 2020 года стихотворение появилось на стриминговых платформах; голосу Дель Рей аккомпанировал на пианино Джек Антонофф, продюсер и соавтор Norman Fucking Rockwell!. На следующий день Violet Bent Backwards Over the Grass издали как аудиокнигу. Спустя неделю запись стихотворения удалили. В печатном варианте сборник выпустило нью-йоркское издательство Simon & Schuster 29 сентября.

## Содержание и анализ

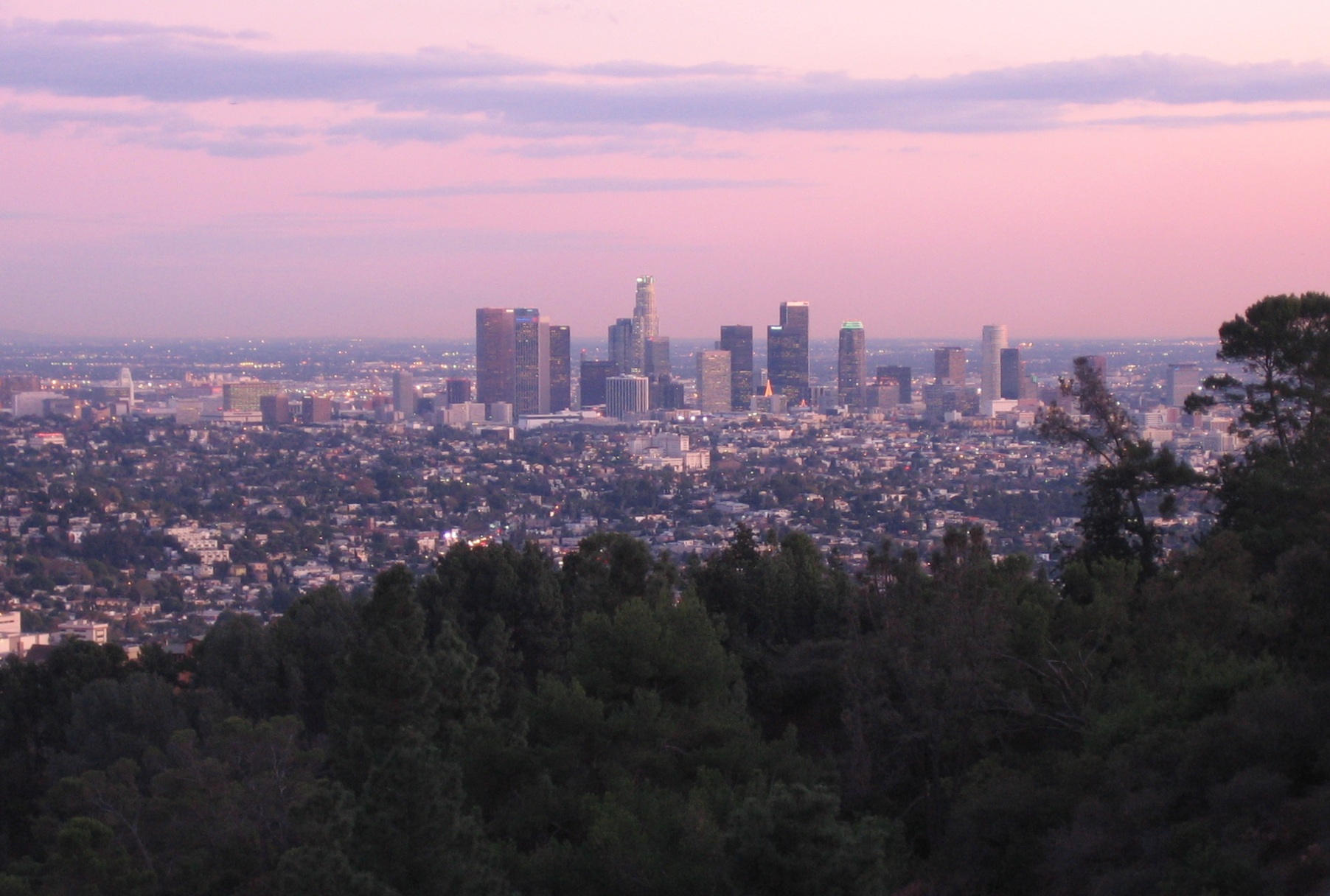
Вид на Даунтаун Лос-Анджелеса

В стихотворении Дель Рей обращается к двум поэтическим традициям: романтизации и мифологизированию собственного образа. Критики указали творчество Уолта Уитмена и Аллена Гинзберга как главные источники влияния на произведение. Повествование сравнивали с потоком сознания; оно ведётся от первого лица. Критику из Vice обращение к Лос-Анджелесу напомнило поэму «Америка» Гинзберга, не только из-за схожего отношения Ланы к городу, но и длинных свободных строчек. Дель Рей преимущественно использует анафору — она повторяет название города, но сокращённое до «ЛА» (англ. LA), вызывающее «мечты и разочарования».
Главная тема — одиночество. Поэтесса использует олицетворение, обращается к Лос-Анджелесу как к любовнику, оставшемуся на расстоянии от неё. У них общие интересы; они оба любят неоновые огни, и Лане нравится, что он лежит в её постели, «беззаботно вейпя рядом со мной». Она начинает: «Я оставила свой город ради Сан-Франциско». До Лос-Анджелеса она покинула родной Нью-Йорк, заявляя: «Что касается меня, этот город не будет вновь моим, пока я не умру». Она отправилась в Сан-Франциско в погоне за мечтами и описывает участь знаменитостей как она: «Я продала права на свою жизнь за огромный чек» и это повлияло на её сон. Она терпит поражение, ведь там «живёт мужчина, который меня не любит». Героиня одинока: у неё нет матери, детей, она пришла из ниоткуда, всегда «столик на одного». Лана высказывает Лос-Анджелесу свои переживания и молит его «детским голосом»: «Могу я вернуться домой?». «Я твоя, если примешь / Но в любом случае, ты — мой», — заключает Дель Рей. Лос-Анджелес занимает важное место в творчестве Ланы: он упоминается на каждом альбоме, включая Norman Fucking Rockwell!, на котором упоминается более десяти мест города и близлежащих территорий.
Лос-Анджелес, знаю, что я плохая, но мне больше некуда податься, могу я вернуться домой?

У меня никогда не было матери, ты позволишь мне овладеть солнцем на мгновенье, а океану стать моим сыном?

Мне даётся забота, несмотря на моё воспитание, могу я растить твои горы?

Я обещаю, что они будут цвести, я сделаю их своими дочерьми,

Расскажу им об огне, предостерегу от воды.

Я одинока, Лос-Анджелес, могу я вернуться домой?

## Критика
Поэтесса Анджела Клеланд в статье для Vice посетовала на избыток идей в стихотворении, отметив, что среди них много хороших, но остальные кажутся «недостаточно раскрытыми». Эмма Мэдден из The Line of Best Fit оценила приёмы Дель Рей в прочтении произведения для аудиокниги, в частности дыхание: «Она будто задыхается в моменты необходимости сказать что-то; делает глубокий вздох, прежде чем перейти к следующей порции чувств». В The Guardian и The Independent стихотворение признали лучшим в сборнике. В первом заметили: «Дель Рей искусно передаёт чувство отчуждения от города, которого ты желаешь, но он не желает тебя, ведь в нём нет даже места для тебя».